# Mangora acaponeta
Mangora acaponeta là một loài nhện trong họ Araneidae.
Loài này thuộc chi Mangora. Mangora acaponeta được Herbert Walter Levi miêu tả năm 2005.